# Arnau d'Erill i de Mur
Arnau d'Erill i de Mur (? - 1355), militar català i primer governador general de Mallorca.
Fill de Guillem (IV) d'Erill i de Castellvell, baró d'Erill, es va casar amb Beatriu de Pallars. Va ser present a l'acte de donació del comtat de Ribagorça a l'infant Pere (1322). Participà en la conquesta aragonesa de Sardenya, on comandà les tropes que instauraren el setge d'Esglésies (1323). Fou conseller de l'infant Pere (Pere III). Va ser veguer de Barcelona i del Vallès (1338-1341).
Actuà com a procurador de la Corona d'Aragó en el procés instruït contra Jaume III de Mallorca, essent qui incoà el procés que l'acabaria declarant contumaç (1343). Participà en les campanyes de Pere el Cerimoniós per annexionar-se el Regne de Mallorca. Durant la guerra assetjà i prengué Pollença i Vinçà (Cerdanya), on Jaume III s'havia establert.
Un cop reintegrat el Regne de Mallorca, Erill en fou nomenat governador general (1343-1345) i de Rosselló i Cerdanya (1344?). De tota manera, va ser acusat d'afavorir els partidaris de Jaume III i per aquest motiu fou processat el 1345. Tornà a Sardenya quan es rebel·là el jutge d'Arborea.
Escriví Stili curiarum civitatis Majoricensis (1344), publicat en les Ordinacions i sumari dels privilegis, consuetuds i bons usos del Regne de Mallorca d'Antoni Moll (1663).